# Tamás Szalai
Tamás Szalai (Budapest, 4 de febrero de 1988) es un deportista húngaro que compite en piragüismo en la modalidad de aguas tranquilas.
En los Juegos Europeos de Bakú 2015 consiguió una medalla de oro en la prueba de K2 1000 m. Ganó dos medallas en el Campeonato Europeo de Piragüismo de 2010, en las pruebas de K1 500 m y K4 1000 m.

## Palmarés internacional
| Juegos Europeos    | Juegos Europeos   | Juegos Europeos  | Juegos Europeos |
| Año                | Lugar             | Medalla          | Competición     |
| ------------------ | ----------------- | ---------------- | --------------- |
| 2015               | Bakú (Azerbaiyán) | Medalla de oro   | K2 1000 m       |
| Campeonato Europeo |                   |                  |                 |
| Año                | Lugar             | Medalla          | Competición     |
| 2010               | Corvera (España)  | Medalla de oro   | K1 500 m        |
| 2010               | Corvera (España)  | Medalla de plata | K4 1000 m       |